# تیم ملی فوتبال زیر ۱۷ سال صربستان
تیم ملی فوتبال زیر ۱۷ سال صربستان (انگلیسی: Serbia national under-17 football team) نماینده این کشور در مسابقات بین‌المللی فوتبال مختص این رده سنی است.
این تیم تحت نظر اتحادیه فوتبال صربستان مدیریت می‌شود.